# Горна Штубня
Горна Штубня (словац. Horná Štubňa) — село, громада округу Турчянське Тепліце, Жилінський край. Кадастрова площа громади — 31.39 км².
Населення 1609 осіб (станом на 31 грудня 2018 року).

## Історія
Горна Штубня згадується 1390 року.

## Географія
Протікає потік Мутник.

## Населення
| Рік:            | 1994. | 2004.   | 2014.   | 2024.   |
| --------------- | ----- | ------- | ------- | ------- |
| Кількість осіб: | 1578  | 1610    | 1632    | 1627    |
| Різниця:        |       | +2,02 % | +1,36 % | -0,30 % |

| Рік:            | 2023. | 2024.   |
| --------------- | ----- | ------- |
| Кількість осіб: | 1628  | 1627    |
| Різниця:        |       | -0,06 % |